# Cidofovir
Il cidofovir è un antivirale a largo spettro, efficace nel trattamento di un'ampia varietà di virus tra cui gli herpes virus (HSV-1 e HSV-2), il virus varicella-zoster (VZV), il citomegalovirus (CMV), il virus di Epstein-Barr (EBV), i Papovavirus (della famiglia Papovaviridae) ovvero il Papillomavirus (HPV) e il Polyomavirus, gli Adenovirus (della famiglia Adenoviridae), e i Poxvirus (della famiglia Poxviridae).
Il cidofovir agisce inibendo selettivamente la sintesi del DNA virale, tramite l'inibizione della DNA polimerasi virale e competendo anche con il substrato naturale dell'enzima.
È un analogo nucleotidico della citidina monofosfato. L'avere un fosfato attaccato all'analogo dello zucchero elude la necessità della fosforilazione iniziale da parte di un enzima virale.

## Indicazioni
Attualmente viene utilizzato come trattamento contro diverse forme tumorali come il carcinoma basocellulare, papillomatosi faringea, mollusco contagioso, ectima contagioso, forme di retinite e altre patologie dermatologiche in pazienti con HIV.

In seguito ai risultati riscontrati recentemente nell'utilizzo topico esterno, e a necessari ulteriori studi su efficacia e tollerabilità sistemica, questo nuovo farmaco si preannuncia come nuovo valido presidio nei confronti di alcune patologie virali dermatologiche.

## Controindicazioni
Da evitare in caso di ipersensibilità nota al farmaco, non si devono somministrare agenti nefrotossici per almeno una settimana dall'ultimo utilizzo del farmaco.

## Effetti indesiderati
Fra gli effetti collaterali possibili (riscontrabili nell'utilizzo intravenoso) si rientrano cefalea, ematuria, dispnea, anemia, anoressia, vertigini, parestesie, dolore, nausea, disturbi gastrointestinali, infiammazioni dell'apparato oculare. Ha una spiccata attività nefrotossica che può essere diminuita grazie alla sua assunzione con Probenecid, idratazione del paziente e tempi lunghi tra una somministrazione ed un'altra. Il suo analogo ciclico ha la medesima attività, ma ha nefrotossicità di circa 10 volte inferiore.
L'unico effetto collaterale rilevato ad oggi nell'uso topico esterno (pomata) è la comparsa di un intenso bruciore di breve durata nella zona di applicazione.